# Paladilhiopsis neaaugustensis
Paladilhiopsis neaaugustensis is een slakkensoort uit de familie van de Hydrobiidae. De wetenschappelijke naam van de soort is voor het eerst geldig gepubliceerd in 1988 door P. Reischutz.